# Szkło pancerne

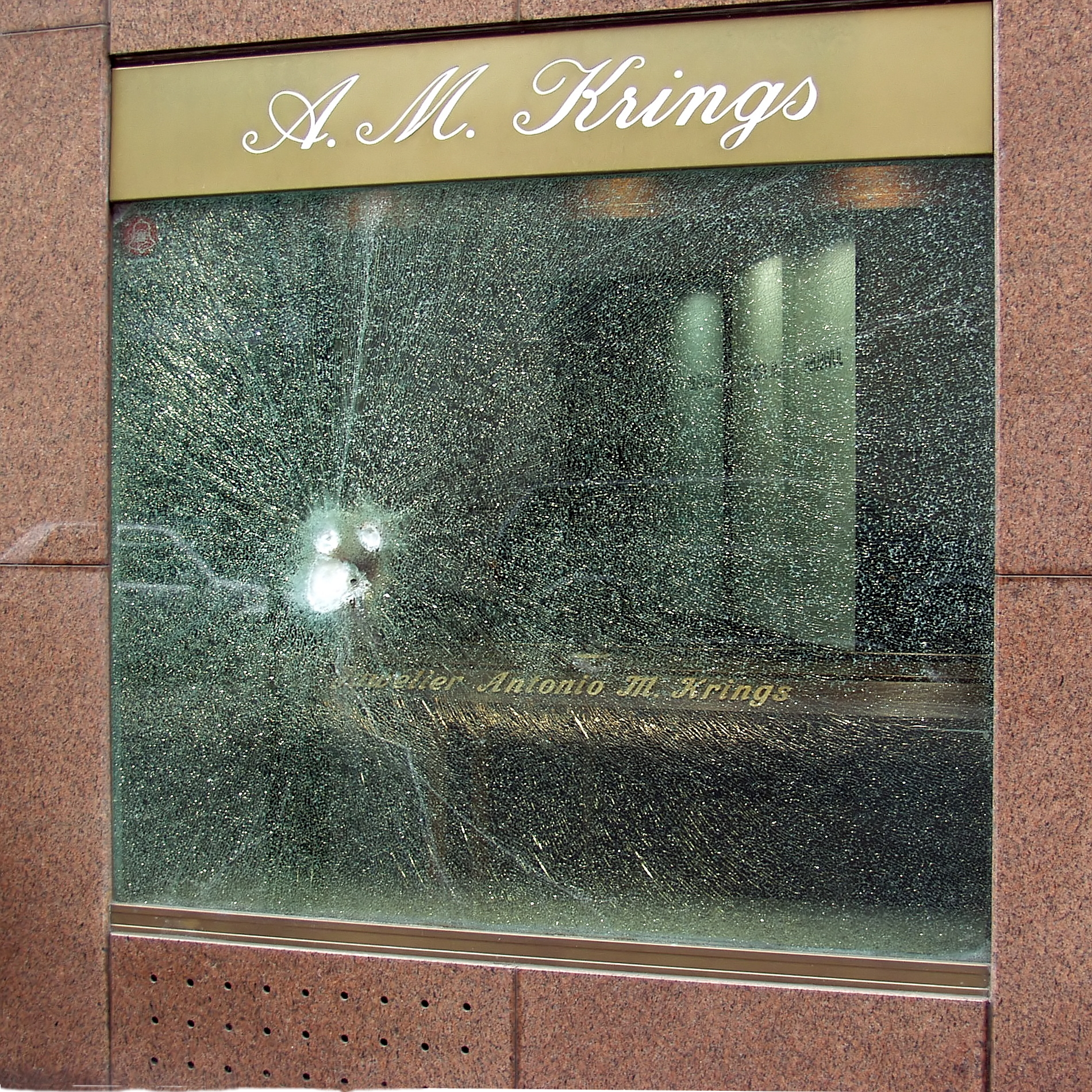
Szkło pancerne w witrynie sklepu jubilera, po próbie włamania

Szkło pancerne – materiał z dużą odpornością balistyczną i mechaniczną oraz odporny na działanie substancji chemicznych i wysokiej temperatury. Jest przy tym przezroczysty. Stosowane jest w budownictwie i pojazdach.
Odporność tę osiąga się dzięki strukturze warstwowej szyb. Szkło pancerne składa się z dwóch różnych materiałów: zwykle stosuje się co najmniej 4 warstwy szkła, pomiędzy którymi znajdują się powłoki z ciągliwej i elastycznej folii lub lanej żywicy. Przy silnym działaniu mechanicznym, na przykład przy strzale, energia uderzającej kuli jest redukowana przez zniszczenie kolejnych warstw szkła. Szkło nie rozpryskuje się przy tym na małe odłamki, lecz zostaje „zmielone”. Powłoki znajdującego się w środku tworzywa zmieniają swój kształt, chroniąc jednocześnie następną warstwę szkła. Rozbicie pancernej szyby chroniącej Całun Turyński (podczas pożaru katedry) wymagało ok. 100 uderzeń młotem. Szyby wytrzymujące ostrzał z broni ręcznej mają z reguły grubość 25–70 mm. Nie stanowią jednak ochrony przed bronią przeciwpancerną. Dlatego czasami używa się szyb o grubości nawet 20 cm.